# Laurindo Almeida
Laurindo José de Araújo Almeida Nóbrega Neto (Miracatu, 2 de setembro de 1917 — Los Angeles, 26 de julho de 1995) foi um violonista e compositor brasileiro. Ao longo de sua carreira, Almeida recebeu 11 indicações ao Grammy Awards, vencendo em 6 ocasiões. O guitarrista compôs a trilha sonora do curta-metragem de animação "The Magic Pear Tree", indicado ao Oscar em 1969.

## Biografia
O violonista e compositor Laurindo Almeida nasceu na pequena cidade litorânea "Prainha", hoje Miracatu, no Vale do Ribeira, no Estado de São Paulo. Vinha de uma família grande e com formação musical: seu pai, ferroviário, era um apaixonado seresteiro e sua mãe, de cujos 15 filhos morreram oito, era uma pianista amadora. Iniciou-se com as primeiras noções musicais de sua mãe e aprendendo a tocar o violão com sua irmã Maria. Em 1935, já habilidoso, mudou-se para Santos e, depois, para o Rio. Sozinho e sem dinheiro, chegou a dormir em banco de praça, tendo passado semanas à base de café com leite e pão e manteiga.
Começou sua carreira em 1936 tocando a bordo de um navio de cruzeiro e, no final dos anos 30, foi trabalhar na Rádio Mayrink Veiga, levado pelo radialista César Ladeira, tendo inclusive formado um duo com o lendário Garoto e atuado ao lado de artistas como Heitor Villa-Lobos, Radamés Gnattali, e Pixinguinha. Em 1947 fez parte da orquestra de Carmen Miranda.
A partir de 1950, estabeleceu-se em Los Angeles e passou ser um requisitado músico de estúdio e tornando-se conhecido como violonista da orquestra de Stan Kenton, gravando muitos discos.
Talvez como nenhum outro artista, Laurindo contribuiu para a difusão sistemática da bossa nova nos EUA. Comenta-se mesmo que suas gravações de 1953 com o saxofonista Bud Shank antecipam em vários anos, do ponto de vista musical, o aparecimento da bossa nova.
Nos anos 1963-1964, Laurindo participou do Modern Jazz Quartet. Ele ganhou seis Prêmios Grammy, além de uma série de outros prêmios da indústria fonográfica e cinematográfica, e compôs e fez arranjos para 800 produções, incluindo filmes dos grandes estúdios de Hollywood. Ele toca bandolim em O Poderoso Chefão, de 1972, e alaúde em Os Dez Mandamentos, de 1956, tendo sua última participação em filmes em Os Imperdoáveis, dirigido por Clint Eastwood, de 1992. Também fez arranjos para a série Bonanza e Além da Imaginação.
Faleceu em 26 de julho de 1995 aos 77 anos. Foi sepultado em San Fernando Mission Cemetery, Condado de Los Angeles, Califórnia no Estados Unidos.

## Discografia
- Saudade que passaInspiração (1938)
- Dá-me tuas mãos/Música maestro por favor (1939)
- De papo pro áSaudades de Matão (1940)
- Buliçoso/Pandeiro manhoso (1946)
- Concert creation for guitar (1949)
- Braziliance (1950)
- Guitar concert (1950)
- Sueños (1951)
- Brazilliance Vol.1. Bud Shank & Laurindo Almeida Quartet (1954)
- Laurindo Almeida Quartet featuring Bud Shank Vol.1+2 (1954)
- Goodbye, my lady (1956)
- Guitar Music in Latin American (1956)
- Escape from San Quentin (1957)
- Delightfully modern (1957) Jazztone Society
- Duets with Spanish Guitar. Salli Terri & Martin Ruderman (1957)
- Flamenco fire (1957)
- Maracaibo (1958)
- The old man and the sea (1958)
- Brazilliance Vol. 2. Bud Shank & Laurindo Almeida Quartet (1959)
- Brazilliance Vol.3. Bud Shank & Laurindo Almeida Quartet (1959)
- Cry tough (1959)
- The Spanish guitar of Laurindo Almeida (1960)
- Conversations with the guitar (1960)
- Flight (1961)
- The guitar worlds of Laurindo Almeida (1961)
- Viva Bossa Nova! (1962)
- Ole! Bossa Nova! (1962)
- Reverie for Spanish guitars (1962)
- Discantus (1962)
- Softly, the Brazilian sound. Joanie Sommers (1962)
- It's a bossa nova world (1963)
- Guitar music from Ipanema (1964)
- Collaboration. Modern Jazz Quartet (1964)
- Broadway solo guitar (1964)
- Guitar from Ipanema (1964)
- Stan Getz with guest artist Laurindo Almeida. Stan Getz (1966)
- Classical Current (1969)
- The magic pear tree (1970)
- The art of Laurindo Almeida. Deltra Eamon (1970)
- Background blues and green. Ray Brown (1971)
- Intermezzo. Deltra Eamon (1972)
- Jazz origin (1973) Brazilliance
- The L.A. 4 scores. L.A. 4 (1974)
- Concierto de Aranjuez. L.A. 4 (1975)
- Guitar player (1976)
- Watch what happens. L.A. 4 (1978)
- Just friends. L.A. 4 (1978)
- Concerto de Aranjuez (1978)
- Chamber Jazz (1979)
- First concerto for guitar orchestra (1979)
- Live at Montreux-Summer 1979. L.A. 4 live (1979)
- First concerto for guitar & orchestra (1980)
- Zaca. L.A. 4 (1980)
- Montage. L.A. 4 (1981)
- Brazilian soul. Charlie Byrd (1981)
- Executive suite. L.A. 4 (1983)
- Latin Odyssey (1983)
- Artistry in rhythm. Laurindo Almeida Trio (1984)
- Tango. Charlie Byrd (1985)
- Music of the Brazilian masters. Carlos Barbosa-Lima & Charlie Byrd (1989)
- Jazz (1989)
- Music of the brazilian masters (1989)
- Virtuoso guitar (1990) Laserlight
- Brazilliance Vol.2 (1991) World Pacific
- Concertos for guitar. Radamés Gnattali (1992)
- Baa-too-kee. Bud Shank. Sarabandas-Giants of Jazz (1992)
- Triple treat (1992)
- Outra Vez - live (1992)
- Dance the bossa nova. Saludos Amigo (1994)
- Praise every morning. Deltra Eamon (1996)
- Brazilian reflections. Deltra Eamon (1996)
- Best of Laurindo Almeida & the Bossa-Nova All Stars (1996)
- The guitar artistry of Laurindo Almeida (1997)
- The  Jazz heritage series (1998)

## Prêmios
| Ano  | Prêmio        | Categoria                                                | Álbum                                   | Resultado |
| ---- | ------------- | -------------------------------------------------------- | --------------------------------------- | --------- |
| 1960 | Grammy Awards | Melhor Engenharia de Álbum Clássico                      | Duets with the Spanish Guitar           | Venceu    |
| 1960 | Grammy Awards | Melhor Performance de Música de Câmara                   | Conversations With the Guitar           | Venceu    |
| 1960 | Grammy Awards | Melhor Performance Instrumental de Solista sem orquestra | Danzas                                  | Indicado  |
| 1961 | Grammy Awards | Melhor Performance Instrumental de Solista sem orquestra | The Spanish Guitars of Laurindo Almeida | Venceu    |
| 1961 | Grammy Awards | Melhor Composição Clássica Contemporânea                 | Discantus                               | Venceu    |
| 1961 | Grammy Awards | Melhor Performance Instrumental de Solista sem Orquestra | Reverie For Spanish Guitars             | Venceu    |
| 1964 | Grammy Awards | Melhor Álbum de um Grupo de Jazz                         | Guitar From Ipanema                     | Venceu    |